# 媒介语
所谓媒介语，是指为了机器翻译的需要，人工所创造出来的一种提供在不同语言之间交流用的算法。

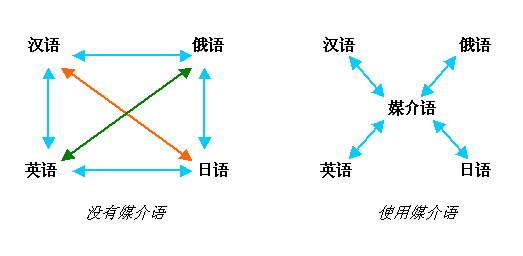
媒介语示意图

对媒介语的要求，是国际交流频繁的情况下，机器翻译向多语种发展的一种需求。例如，没有媒介语，那么在四种语言之间互译就需要12种算法。而使用媒介语则4种语言互译只需要8种算法。这样对于机器翻译来说简单了许多。

## 充当媒介语的语言
有些语言学家主张使用一种自然语言作为媒介语，但是每种语言都有许多各自特殊的规则和例外，很难将他让机器容易认读。又有主张使用人工语言，但是人工语言过多的效仿自然语言，因此作为媒介语也不适合。
媒介语也有词汇和语法，这些语法规则是以自然语言为基础的，但是只能包括最常用的规则和词汇。媒介语的每个词表示一个单一而且精确的意义，句子则是表示确定意义的词的综合。
另一方面，计算语言学的專家一般認為，建立一個語意數據庫反而是一個更可行的辦法。因為無論任何一種語言，都至少有一個詞語帶有歧義。而若要建立一個數學上整全的翻譯系統，唯一的方法是對每一個詞語建立一個獨有的定義，這樣，轉換才能變得順暢。因此，相對於設立一個媒介語，更好的辦法應該是建立一個語意數據庫。
這一種理論，在語言學界引來反對的意見，特別是語文教育工作者。根據現代的語文教育理論，沒有兩種語言是完全對等的。因此，假若語意數據庫可以完全解決翻譯的問題，那這個數據庫一定會超級龐大，用以記載每一個字詞在語法和語意上的不同意義。若這個數據庫所記錄的將會是世界上所有的語言，那恐怕現時沒有甚麼方法可以有效記載這種種資料。